# CAR-15 XM177
 CAR-15 XM177 hay CAR-15 Commando được thiết kế vào năm 1966 nhằm đáp ứng mong muốn của quân đội Hoa Kỳ về một biến thể M16 nhỏ gọn cũng như cải thiện những điểm bất cập của các loại biến thể khác trước đó.

## Lịch sử
XM177 là phiên bản cải tiến được Colt đưa ra sau khi Model 607 trước đó gặp nhiều vấn đề khi thử nghiệm tại chiến trường Chiến tranh Việt Nam. Với báng súng hai nấc hình ống dễ dàng kéo dài - thu gọn, ốp lót tay tam giác lỏng lẻo được thay thế bằng ốp tròn chắc chắn hơn đồng thời đơn giản hóa quy trình sản xuất.

## Trong Chiến tranh Việt Nam
Đựoc dùng bởi các đơn vị SEAL của Hải quân Mỹ
MACV-SOG( lực lượng nghiên cứu và khám xét thuộc bộ chỉ huy liên minh quân sự Hoa kì tại Việt Nam)
LRRP (Long-range reconnaissance patrol)

Biệt Kích Hoa Kỳ (United States Army Rangers)